# Fons Welters
Fons Welters (Munstergeleen, 1943) is een Nederlands galeriehouder. 

## Leven en werk
Welters werd geboren als boerenzoon in Munstergeleen. Met een diploma van de landbouwschool was hij voorbestemd om het bedrijf van zijn ouders over te nemen. Hij werkte er tot zijn 35 jaar, maar voelde zich niet gelukkig in de landbouwsector en kreeg een depressie. Hij verhuisde naar Amsterdam om een ander leven op te bouwen, begon zich via de literatuur in kunst te interesseren. In 1985, op zijn 42e, besloot Welters na een bezoek aan een tentoonstelling over vernieuwende experimentele Engelse beeldhouwkunst, met onder andere Tony Cragg, zelf een galerie in zijn woning in de Jordaan in Amsterdam te beginnen. Hij kende aanvankelijk niets van kunst maar bleek over een uitzonderlijke intuïtie voor nieuw talent te beschikken.

###### Galerie Fons Welters

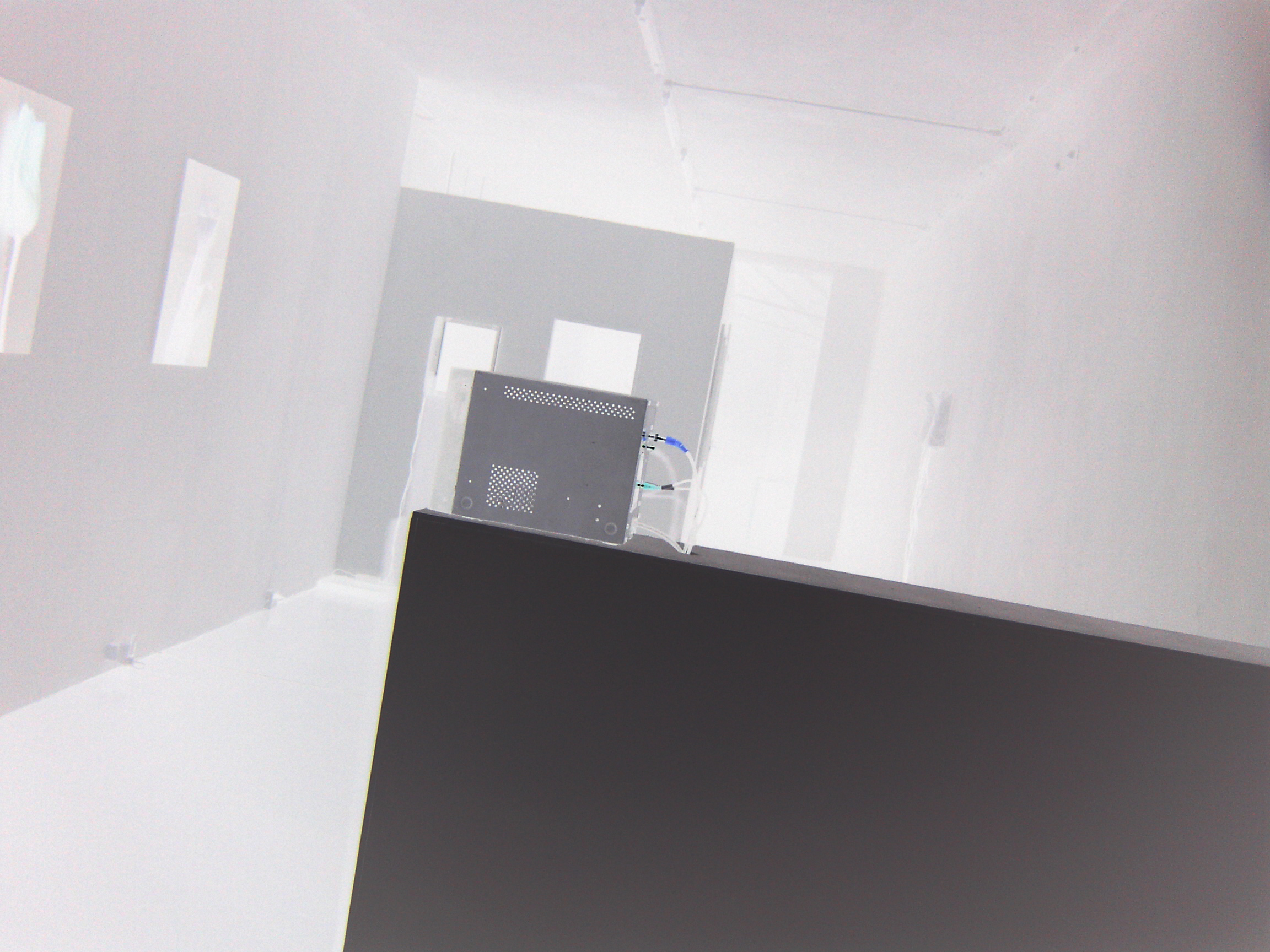
Dermatica in Galerie Fons Welters, 2006

Aanvankelijk beperkte zijn galerie zich tot het tonen van kunst in een ruimte in zijn woning. In 1989 opende hij onder de naam Galerie Fons Welters een galerie in een voormalige garage aan de Bloemstraat 140, waar de galerie tot de sluiting in september 2025 zou gehuisvest blijven.
Vanaf het begin richtte de galerie zich op hedendaagse kunst, met bijzondere aandacht voor installaties en ruimtelijk werk, later ook voor schilderkunst en fotografie. De galerie stond open voor nieuwe experimenten die nergens anders aan bod kwamen. Welters had een voorliefde voor kunst die hij zelf niet begreep, maar die wel emoties bij hem opwekte. Hij liet zich niet verleiden door modegrillen of elitair gedoe rond de kunst. Geëngageerde of geforceerde maatschappijkritische kunst sprak hem niet aan. Hij had een voorkeur voor afstudeertentoonstellingen van kunstacademies zoals De Ateliers, de Rijksakademie, het HISK en atelierbezoeken, waar hij onmiddellijk op basis van zijn intuïtie besliste om al of niet met de kunstenaar verder te werken. Welters en zijn galerie worden beschouwd als de ontdekkers van kunstenaars als Job Koelewijn, Magali Reus, Gabriel Lester, Renzo Martens, Femmy Otten en Maria Roosen. Ook voor buitenlandse experimentele kunstenaars, zoals Jan De Cock, Evelyn Taocheng Wang, Thomas Houseago en Adriano Amaral lag hij aan de basis van de start of een boost van hun carrière. De galerie gaf de kunstenaars alle mogelijkheden om hun werk tot volle uiting te brengen, desnoods met verbouwingen aan de galerie, zoals een opening in de muur in de vorm van een voetbaldoel voor Koelewijn of het planten van een bloeiende pruimenboom voor Roosen.
Welters en zijn galerie zijn door de jaren heen consequent deze richting blijven volgen, waardoor de Galerie Fons Welters in de Nederlandse kunstwereld als toonaangevend beschouwd werd voor de ontdekking van nieuw talent of nieuwe kunstuitingen. De directeur van het Bonnefantenmuseum Stijn Huijts vatte het in Het Parool samen als  "het kompas waar velen anderen op meevaren". De galerie werd snel opgemerkt door musea en kreeg uitnodigingen om deel te nemen aan internationale beurzen, waaronder in 1997 voor het eerst aan de prestigieuze kunstbeurs Art Basel.
Galerie Fons Welters vertegenwoordigde zowel nationaal als internationaal werkende kunstenaars, zoals Adriano Amaral, Tom Claassen, Folkert de Jong, David Jablonowski, Job Koelewijn, Sven Kroner, Matthew Monahan, Femmy Otten, Magali Reus, Maria Roosen, Berend Strik, Tenant of Culture, Jennifer Tee en Evelyn Taocheng Wang.
Welters bleek ook een talent te hebben voor de keuze van assistenten; zo begonnen de carrières van de schrijfster Connie Palmen, de latere directeur van het Cobramuseum Xander Karskens, de conservator van het Centraal Museum Laurie Cluitmans  en de latere directrice van De Ateliers Maxine Kopsa in de Galerie Fons Welters.

###### Lifetime Achievement Award
In 2015 ontving Fons Welters als galeriehouder de Lifetime Achievement Award van de Europese galeriefederatie FEAGA, die werd uitgereikt tijdens Art Basel. De prijs erkende de bijdrage van Welters aan de hedendaagse kunstwereld, met een bijzondere inzet voor jonge en experimentele kunstenaars en zijn bijdrage tot de bekendmaking van de Nederlandse hedendaagse beeldende kunst via internationale kunstbeurzen en tentoonstellingsruimtes.

###### Sluiting van de galerie
In juni 2024 kondigde Fons Welters aan dat hij met de galerie zou stoppen in september 2025. De laatste tentoonstelling kreeg de passende naam "1985–2025". Bij die gelegenheid verscheen ook een boek over de geschiedenis van de galerie met als titel: "Galerie Fons Welters. Voren trekken in zwarte aarde" geschreven door Marsha Bruinen. Over de toekomst van de galerie bestaat geen zekerheid, een doorstart onder een ander beheer behoort tot de mogelijkheden.

###### Schenkingen
In 2025 kondigde het Stedelijk Museum Amsterdam de tentoonstelling "Things I’ve Never Seen Before" aan, gebaseerd op een schenking aan het museum door Fons Welters, die ook kunstverzamelaar is. De tentoonstelling zal reflecteren op zijn rol in de Amsterdamse kunstscene en de positionering van zijn kunstenaars binnen het Nederlandse kunstveld.
 

Welters schonk ook al werken aan andere musea en instellingen zoals  het RKD-Nederlands Instituut voor Kunstgeschiedenis, het Bonnefantenmuseum in Maastricht, het Centraal Museum Utrecht, het Kröller-Müller Museum en het Dordrechts Museum.